# Perispasta caeculalis
Perispasta caeculalis là một loài bướm đêm trong họ Crambidae.